# Nádiposzátafélék
A nádiposzátafélék (Acrocephalidae) a madarak osztályának verébalakúak (Passeriformes) rendjébe tartozó család.
A családba tartozó nemeket az óvilági poszátafélék (Sylviidae) családjából választották le. A rendszerezők egy része még nem fogadja el, illetve nem használja.

## Rendszerezés
A családba az alábbi 5 nem és 53 faj tartozik:
- Nesillas – 6 faj
- Arundinax – 1 faj
- Calamonastides – 1 faj
- Iduna – 6 faj
- Acrocephalus – 35 faj
- Hippolais – 4 faj

A korábbi Phragamaticola, Calamodus, Notiocichla, Bebrornis és Chloropeta nemek nincsenek elismerve.